# Episteme connexa
Episteme connexa là một loài bướm đêm trong họ Noctuidae.